# Ajo Motorsport
Ajo Motorsport è una squadra motociclistica con sede in Finlandia che partecipa alle competizioni del motomondiale.

## Storia
Il team fu fondato nel 1997 dal pilota motociclistico Aki Ajo e nel 2000 ebbe tra i primi piloti messi sotto contratto Mika Kallio, che venne portato in gara inizialmente nel campionato europeo.

### Classe 125
Nel 2001 la squadra e il pilota esordirono nel motomondiale usufruendo di alcune wild card nella classe 125 con una Honda, moto impiegata anche negli anni successivi, mentre nel 2002 venne presentato come pilota titolare sempre Kallio, utilizzando la denominazione di "Red Devil Honda"; in quell'anno il finlandese ottenne il titolo di esordiente dell'anno.
Per il 2003 le moto schierate furono due, una per Kallio, a cui venne affiancato Masao Azuma; tuttavia il primo a metà stagione passò al team ufficiale KTM e venne sostituito da Andrea Ballerini, che colse in Australia la prima vittoria personale e per la squadra, chiudendo la gara davanti al compagno Azuma.
Nel 2004 i due piloti titolari furono Lukáš Pešek e Robbin Harms, che ottennero alcuni piazzamenti a punti, mentre nel 2005 furono ingaggiati Alexis Masbou e Tomoyoshi Koyama; quest'ultimo ottenne il titolo di miglior debuttante dell'anno, con due podi all'attivo. La stessa coppia di piloti fu confermata per l'anno successivo, quando però il team passò ad usare motociclette Malaguti 125; nel corso della stagione solamente Koyama andò in diverse occasioni a punti.
Nel 2005 partecipa anche al campionato mondiale Supersport, con due piloti finlandesi, Sami Penna e Topi Haarala, equipaggiati dalle Honda CBR 600RR. I risultati stagionali vedono il solo Penna realizzare tre punti mondiali e posizionarsi 38º nella classifica piloti, nessun punto invece per Haarala.
Nel 2007, visto l'abbandono da parte della Malaguti, il team passò ad un altro marchio di motociclette, la Derbi, fornitura poi mantenuta nelle stagioni seguenti; impiegò inoltre due nuovi piloti, Michael Ranseder, che ottenne costanti piazzamenti in zona punti, e Robert Mureșan, al debutto come pilota titolare.

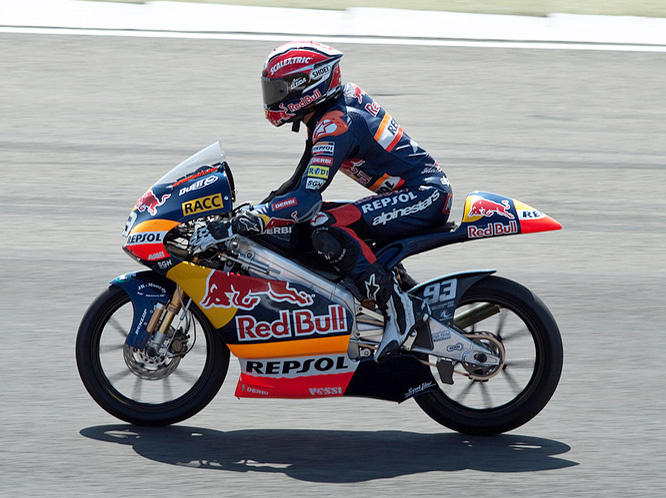
Márquez, campione mondiale 125 nel 2010.

Per il 2008 vennero invece scelti Dominique Aegerter e Mike Di Meglio, con quest'ultimo che ottenne quattro vittorie e si laureò campione del mondo della classe 125 alla terzultima gara dell'anno a Phillip Island. L'anno dopo venne confermato Aegerter, al quale fu affiancato Sandro Cortese, che riuscì a salire diverse volte sul podio.
Nel 2010 furono iscritti, sotto due diverse denominazioni, il confermato Cortese, che salì due volte sul podio, e Marc Márquez, che vinse dieci Gran Premi e riuscì ad ottenere il titolo mondiale nell'ultima gara a Valencia. Nello stesso anno la squadra contribuì alla gestione del team "Motor Sport 69" di Alex Debón, che correva in Moto2 e schierava Adrián Martín in 125.
Per il 2011 vennero schierati, sotto varie denominazioni a seconda degli sponsor, cinque piloti, cioè Jonas Folger e Danny Kent con delle Aprilia, Efrén Vázquez, Johann Zarco e Zulfahmi Khairuddin su Derbi. Il migliore tra questi nella stagione fu Zarco, che colse undici podi, tra cui una vittoria, e nella classifica finale si piazzò in seconda posizione dietro a Nicolás Terol; un'altra vittoria arrivò da Folger, mentre anche Vázquez riuscì a salire sul podio.

### Moto3
Nel 2012, stagione di debutto per la classe Moto3, la squadra diventa team ufficiale KTM e presenta al via tre moto affidate a Cortese, Kent e Arthur Sissis, e una quarta per Khairuddin. Al termine della stagione i quattro piloti si piazzano tutti nelle prime posizioni in campionato, con il solo Sissis che arrivando 12º non entra nei primi dieci. In particolare Sandro Cortese, con cinque vittorie stagionali e quindici piazzamenti a podio su diciassette gare, ottiene il titolo mondiale, distaccando di oltre cento punti il secondo in classifica.
Nel 2013 il team continua con moto KTM, dei quattro piloti schierati nella stagione precedente, Danny Kent e Sandro Cortese passano in Moto2 mentre ad affiancare Sissis e Khairuddin arriva lo spagnolo Luis Salom. Proprio Salom resta in contesa per il titolo fino all'ultima gara a Valencia, perdendolo però a favore di Maverick Viñales. Nel 2014 il team in Moto3 si amplia e gestisce ben sette piloti: a Niklas Ajo, Gabriel Rodrigo e Danny Kent viene affidata la Husqvarna FR 250 GP, mentre a Hafiq Azmi, Hafiza Rofa, Karel Hanika e Jack Miller la KTM RC 250 GP. Proprio l'australiano rimane in testa al mondiale per quasi tutta la stagione, salvo poi dover perderlo nell'ultima gara a Valencia per soli due punti, a favore della Honda NSF250R di Álex Márquez. Nel 2015 il portoghese Miguel Oliveira si deve accontentare del secondo posto a soli sei punti dall'iridato Danny Kent. In questa stagione vengono schierati anche Brad Binder e Karel Hanika. Nel 2016 vengono schierati il confermato Brad Binder e Bo Bendsneyder, per quest'ultimo si tratta dell'esordio nel motomondiale (nel 2015 vinse la MotoGP Rookies Cup). Il 25 settembre, Brad Binder giungendo 2º ad Aragón si aggiudica il campionato mondiale di Moto3, con quattro gare d'anticipo sulla fine del campionato.
Nel 2017 al confermato Bendsneyder, viene affiancato l'italiano Niccolò Antonelli. Nel 2018 il team decide di schierare un solo pilota, il sudafricano Darryn Binder, fratello minore di Brad, il Team ottiene l'unica vittoria stagionale in occasione del Gran Premio della Comunità Valenciana con il pilota Can Öncü schierato come wild card. Öncü è pilota titolare nel 2019 ottenendo qualche punto. Nel 2020 con i piloti titolari Kaito Toba e Raúl Fernández il team si piazza al quarto posto in classifica squadre. Nel 2021 la coppa di piloti è composta da Jaume Masiá e dall'esordiente Pedro Acosta che sorprendentemente vince il titolo mondiale nella sua stagione d'esordio. In questo frangente Ajo Motorsport vince anche la classifica a squadre della Moto3.
Nel 2022 al confermato Masiá viene affiancato Daniel Holgado, alla sua prima stagione completa nel Motomondiale. Masiá vince due gare e chiude sesto; Holgado ottiene la sua prima pole position in occasione del Gran Premio d'Austria mentre in Aragona il primo podio. Il campionato si chiude al quarto posto nella classifica a squadre. Nel 2023 vengono ingaggiati José Antonio Rueda e Deniz Öncü; la stagione si conclude al terzo posto nella classifica a squadre con Öncü, quarto in campionato, miglior pilota KTM.
Per il 2024 la compagine finlandese si affida ad una coppia di piloti tutta spagnola, composta dall'esordiente Xabi Zurutuza e dal confermato José Antonio Rueda che conquista l'unica vittoria stagionale nella categoria leggera in Aragona. L'annata si conclude al settimo posto nella classifica a squadre.

### Moto2
Nel 2015 il team esordisce nella Moto2, affidando una Kalex a Johann Zarco, pilota che già aveva corso con questo team in classe 125 nel 2011. Proprio il francese, con otto vittorie nei singoli Gran Premi, quattordici podi in diciotto gare e sette Pole Position, vince il campionato con quasi 120 punti di distacco sul secondo in classifica. Il francese si conferma campione nel 2016 vincendo il Gran Premio di Malesia. Nel 2017 si assiste ad un cambio di motocicletta, il team infatti porta in pista la nuova KTM, affidandola al sudafricano Brad Binder, già nel team la stagione precedente in Moto3, e al portoghese Miguel Oliveira anch'egli pilota di questo team nel 2015.

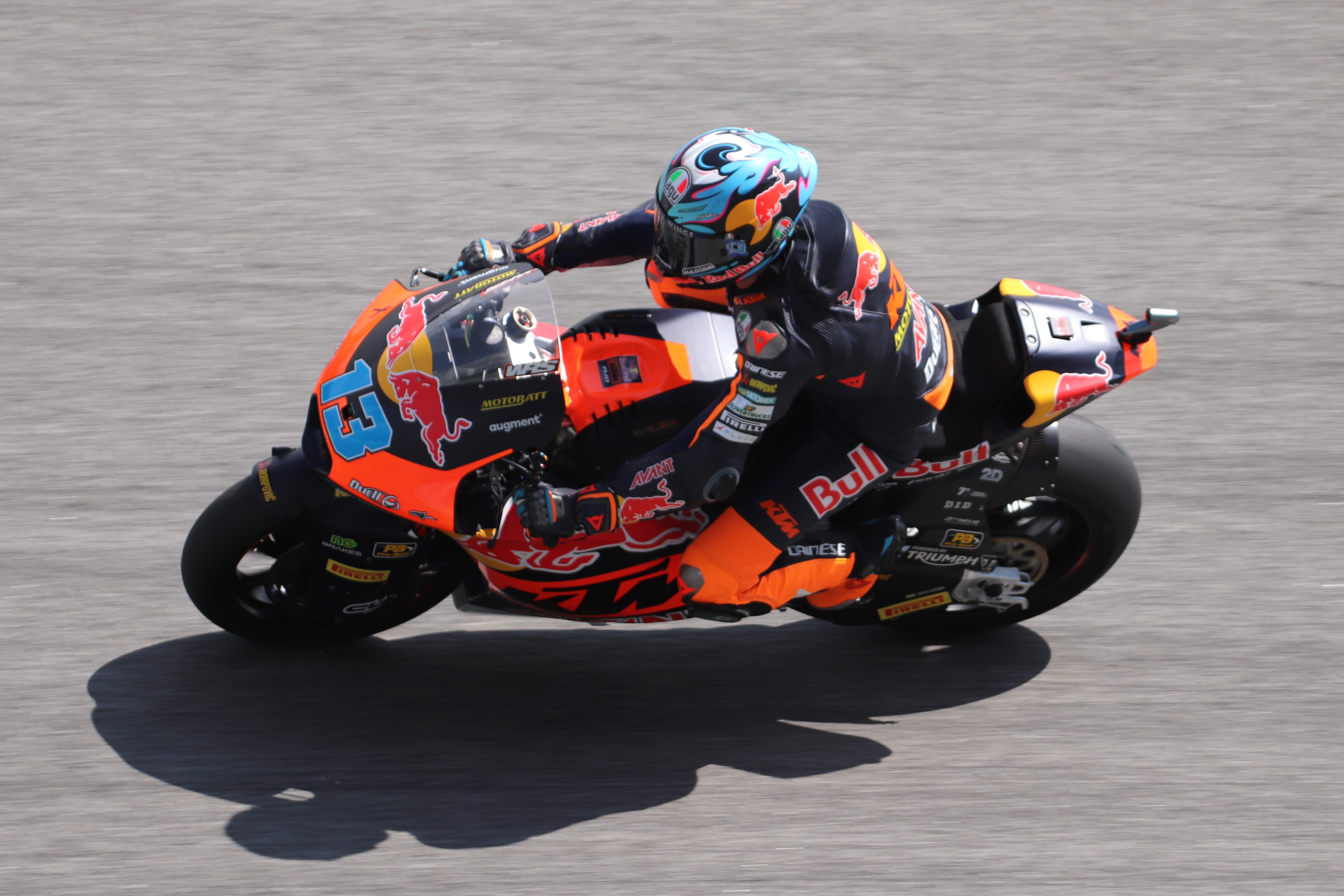
Celestino Vietti in pista a Sepang nel 2024, dove ottiene la sua nona vittoria nel motomondiale.

Nel 2018 il team conferma gli stessi piloti dell'anno precedente: Brad Binder e Miguel Oliveira, confermata anche la moto: KTM Moto2. Oliveira rimane in corsa per il titolo per buona parte della stagione chiudendo al secondo posto in classifica. Le prestazioni dei due piloti permettono ad Ajo Motorsport di vincere la prima edizione della classifica a squadre di categoria. Nel 2019, al confermato Binder, viene affiancato il campione in carica della Moto3 Jorge Martín. La stagione si conclude al terzo posto nella classifica a squadre. Nel Motomondiale 2020 ad affiancare il confermato Martín arriva Tetsuta Nagashima; entrambi i piloti vincono dei Gran Premi ed il team chiude al terzo posto in classifica a squadre. Nel 2021 i piloti titolari sono Remy Gardner e Raúl Fernández che danno vita ad una sfida per il titolo che si risolve solo all'ultimo Gran Premio stagionale a Valencia a favore dell'australiano. Con tredici vittorie su diciotto gare in calendario Ajo vince agevolmente anche la classifica a squadre oltre al titolo di miglior esordiente di categoria con Fernández.
Nel 2022 il team conferma le prestazioni della stagione precedenteː Pedro Acosta, autore di tre vittorie, conclude come miglior rookie dell'anno; Augusto Fernández si aggiudica il titolo mondiale della classe Moto2 all'ultima gara a Valencia, sopravanzando in campionato Ai Ogura. Ajo vince nuovamente anche la classifica a squadre. Il 2023 vede Ajo Motorsport confermarsi al primo posto nella classifica a squadre; tra i piloti Albert Arenas conquista il primo podio in categoria al Montmeló mentre il confermato Acosta vince il titolo.
Per il 2024 Ajo promuove internamente Deniz Öncü dalla Moto3 e ingaggia Celestino Vietti. L'annata finisce solo all'ottavo posto nella classifica a squadre, con Öncü che conquista il primo podio di categoria in Aragona e Vietti capace di imporsi in tre Gran Premi.

### MotoE
Dal 2019 partecipa anche alla nuova classe MotoE, mettendo in pista un'unica Energica Ego affidata a Niki Tuuli. Miglior prestazione stagionale è la vittoria ottenuta nella Gara inaugurale in Germania. Nel 2020 il confermato Tuuli ottiene una vittoria al Gran Premio di Francia e chiude al sesto posto in classifica. Nel 2021 il pilota titolare è Hikari Ōkubo, proveniente dal mondiale Supersport. Ōkubo ottiene buoni piazzamenti chiudendo all'undicesimo posto in classifica. Nel 2022 il confermato Ōkubo migliora le sue prestazioni classificandosi sesto in campionato con un podio ottenuto in Francia.